# ヤマガタトウヒレン
ヤマガタトウヒレン（山形塔飛廉、学名：Saussurea yamagataensis）は、キク科トウヒレン属の多年草。

## 特徴
茎は斜上し、頭花の重みで上部がたわむことがあり、高さは20-130cmになる。茎に翼があり、淡緑色をした多細胞の縮毛が密生し、上部は1-3回分枝する。花時に根出葉は存在しない。茎の下部につく葉は草質で、葉身は狭卵形から卵形、長さ7-24cm、幅5-14cm、先は鋭突頭、基部は心形になり、縁に粗い鋸歯がある。葉の表面は無毛、裏面に灰緑色の縮毛が生える。葉柄は長さ7-18cmになり、上部に翼がある。茎の上部につく葉は小型で短い葉柄があるか無柄になる。
花期は9月。頭状花序は散房状に3-6個がまばらにつくか、2個が塊状につくかまたは単生し、花柄は長さ3-25mmになり、灰緑色の多細胞毛が密生する。総苞は緑色、長さ15-17mm、径6-9mmになる鐘形で、くも毛がまばらにつく。総苞片は11-12列あり、総苞外片は狭卵形で長さ5-6mm、上部は鋭突頭になり開出するかゆるやかに反曲する。頭花は筒状花のみからなり、花冠の長さは13-14mm、色は淡い紅紫色。果実は長さ4.5-5.5mmになる痩果で、灰褐色で紫黒色の斑点がある。冠毛は2輪生で、落ちやすい外輪は長さ5-7mm、花後にも残る内輪は長さ10-14mmになる。

## 分布と生育環境
日本固有種。本州の山形県の村山地方（村山市・山形市・上山市）に分布し、山地の夏緑林の林縁や林下、林間の草地に生育する。
東北地方の宮城県・山形県においては、奥羽山脈の東側にセンダイトウヒレン、西側に本種がすみ分ける形になる。

## 新種記載
2017年に門田裕一（国立科学博物館）によって、『植物研究雑誌』Vol.92、「アジア産トウヒレン属 (キク科) の分類学的研究 VIII. 本州産の3新種」において、サドヒゴタイ-Saussurea nakagawae、トウミトウヒレン-Saussurea mihoko-kawakamianaとともに新種として命名記載された。

## ギャラリー

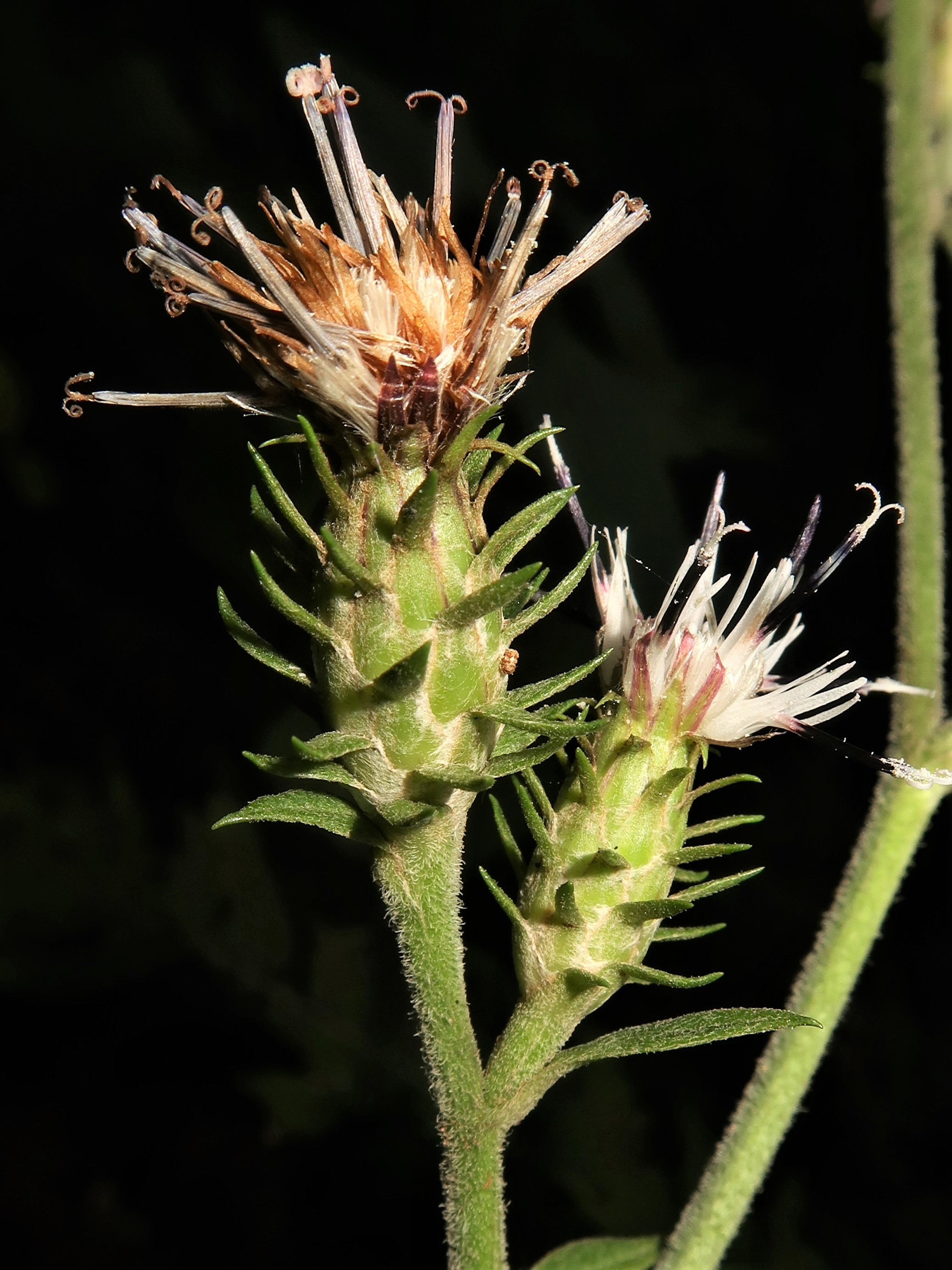
総苞片は11-12列あり、先はとがり、開出する。総苞は鐘形でくも毛がまばらにある。
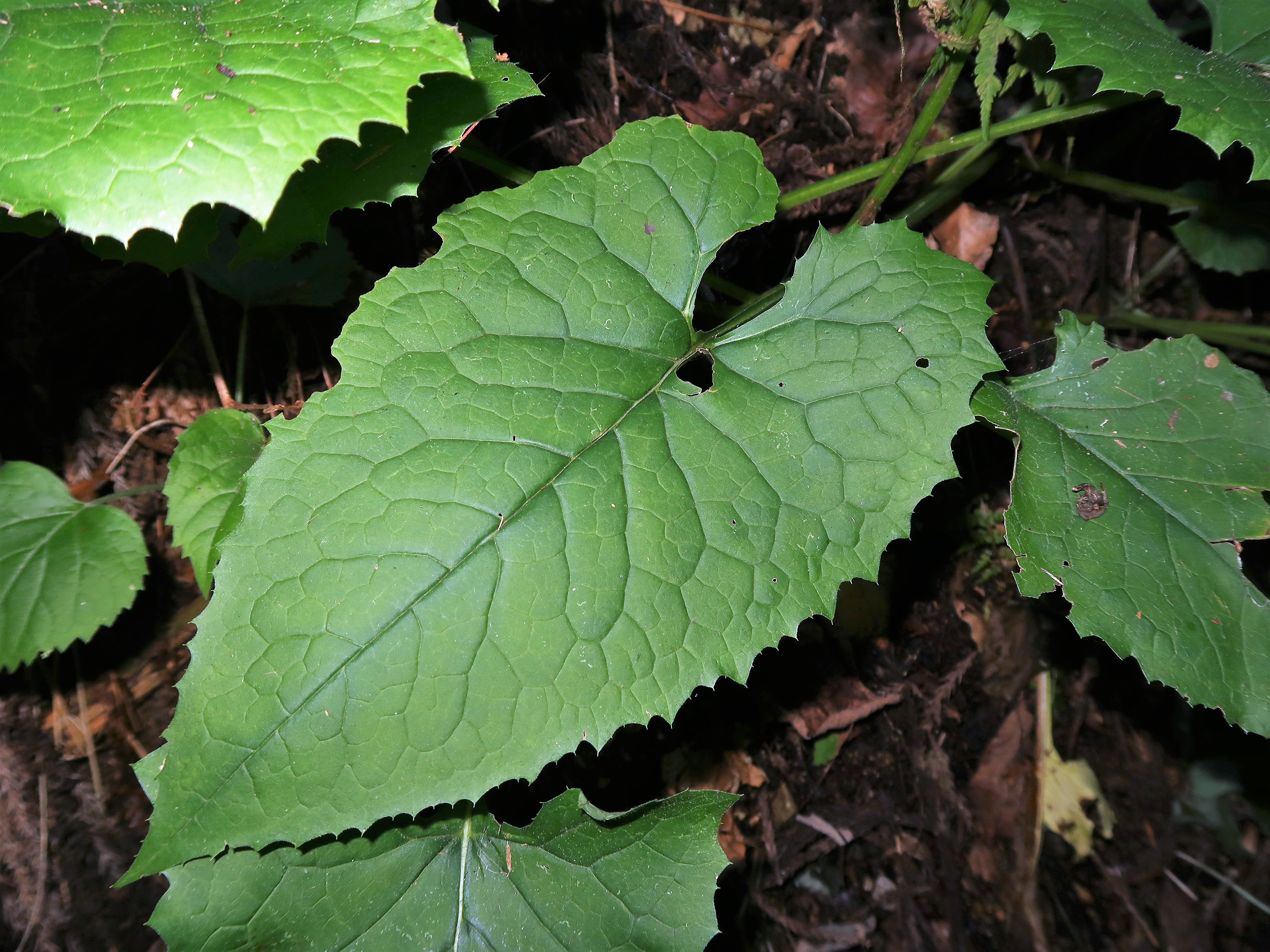
下部の茎葉は狭卵形から卵形になる。
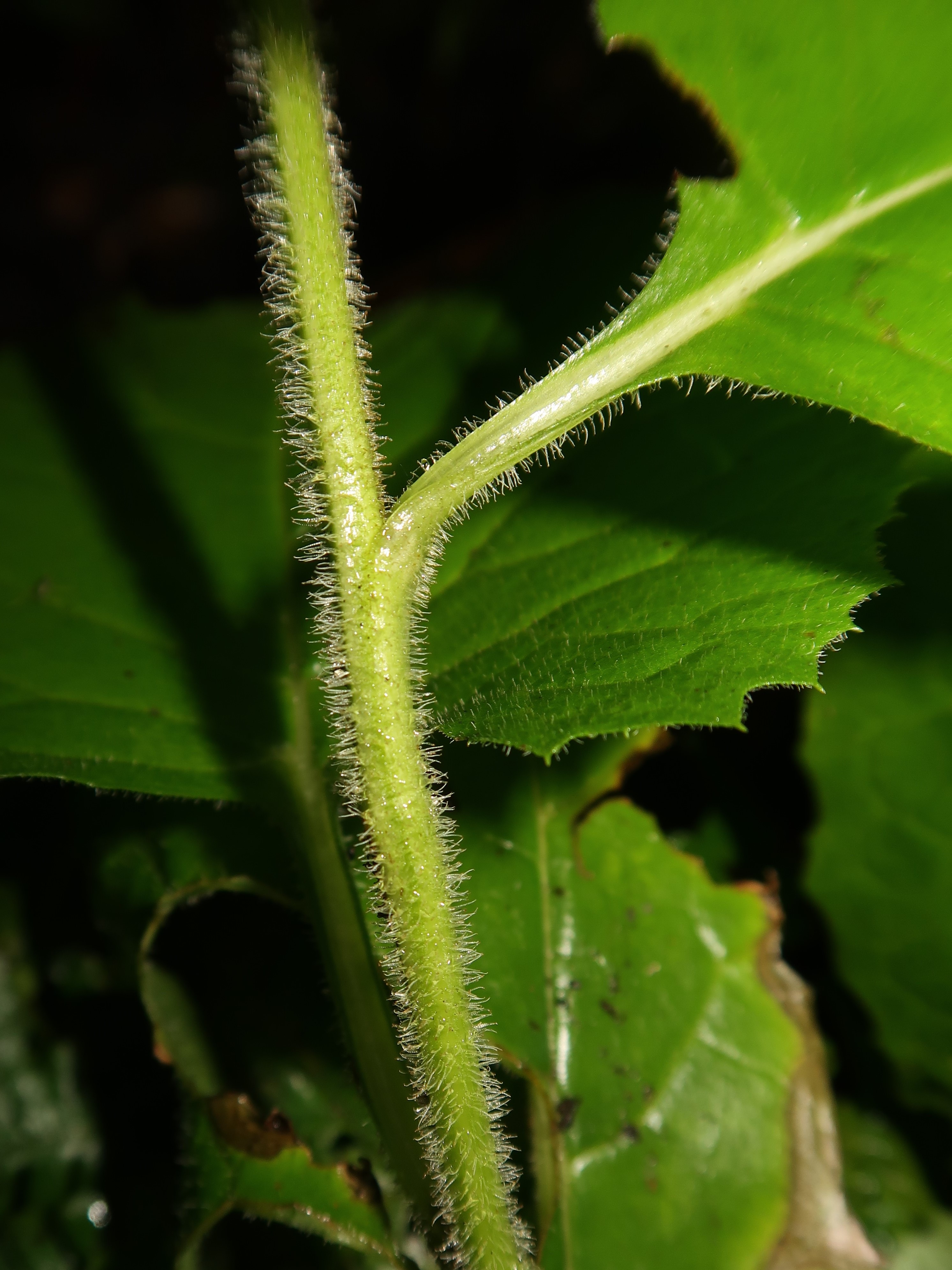
茎に淡緑色の多細胞の縮毛が密生する。
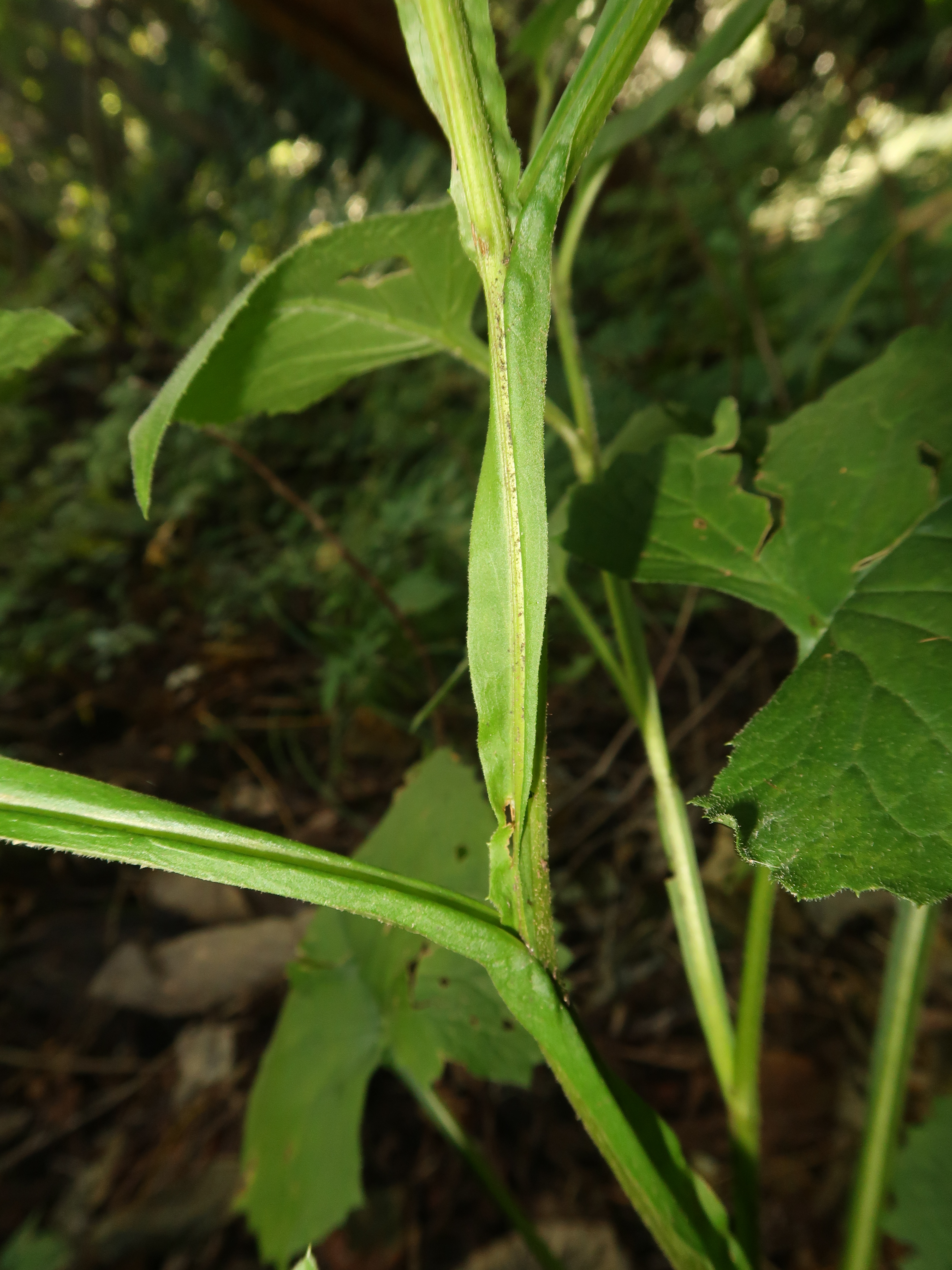
茎に翼がある。